# Chiara Lubich
Chiara Lubich (Trento, Itàlia, 22 de gener de  1920 - Rocca di Papa, Itàlia, 14 de març de  2008) fou la fundadora i presidenta del Moviment dels Focolars, que ha rebut diversos premis pel seu treball en favor dels drets humans.

## Biografia

### Primers anys de vida
Chiara Lubich va néixer com a Silvia Lubich a Trento. El seu pare va perdre la seva feina a causa de les idees socialistes que va mantenir durant el període de feixisme d'Itàlia. En conseqüència, els Lubich van viure durant anys en situació de pobresa extrema. Per pagar els seus estudis universitaris en filosofia, Lubich va tutoritzar altres estudiants a Venècia i durant els anys quaranta va començar a ensenyar en una escola primària de Trento.
Durant la Segona Guerra Mundial, mentre les bombes destruïen Trento, Lubich va tenir una poderosa experiència religiosa, que va comunicar immediatament als seus amics més propers. Després de convènce'ls, van declarar que, en cas de ser assassinats, desitjaven tenir una sola inscripció tallada a la tomba: "I nosaltres hem cregut en l'amor". La seva experiència la va portar el 7 de desembre de 1943 a consagrar-se a Déu i canviar el seu nom a Chiara, en honor de Clara d'Assís. Aquesta data es considera l'inici del moviment Focolare.
Aquests Focolare (petites comunitats de voluntaris laics) pretenen contribuir a la pau i aconseguir la unitat evangèlica de totes les persones en tots els entorns socials. L'objectiu es va convertir en un món que vivia en unitat. Actualment, entre els seus membres, hi ha moltes persones que no professen cap religió en particular.
La nit del 13 de maig de 1944 es va produir un dels bombardejos més violents de Trento. La casa de Lubich es trobava entre els molts edificis destruïts. Va decidir quedar-se a Trento per ajudar a néixer les noves vides. Es va trobar amb una dona que havia perdut els sentits pel patiment causat per la mort dels seus quatre fills. Entre els pobres de Trento va començar el que Lubich anomena sovint "l'aventura divina".
El 1948 Lubich va conèixer el diputat italià Igino Giordani, escriptor, periodista, pioner en el camp de l'ecumenisme. Va ser el cofundador, amb Lubich, del moviment; també van donar lloc al Moviment de Noves Famílies i al Moviment de la Nova Humanitat.
El 1949 va marcar la primera trobada entre Lubich i Pasquale Foresi. Va ser el primer Focolarino a convertir-se en capellà. Va contribuir a avançar en els estudis teològics del Moviment, i va iniciar l'editorial Città Nuova i també va ajudar a construir la petita ciutat de Loppiano. Al llarg del desenvolupament del Moviment, ha aportat una contribució a les seves expressions eclesiàstiques i laiques. Juntament amb Lubich i Igino Giordani, se'l considera cofundador del Moviment.
El 1954 es reuní Lubich, a Vigo di Fassa (prop de Trento), amb fugits dels camps de treballs forçats a l'Europa de l'Est i després del 1960 el Moviment començà a concretar-se clandestinament en aquests països.
L'any 1959, a la Mariapolis (reunió d'estiu del Moviment) a les muntanyes Dolomites, Lubich es va dirigir a un grup de polítics convidant-los a anar més enllà dels límits de les seves respectives nacions i a “estimar la nació de l'altre com estimes la teva”. L'internacionalisme es va convertir en el distintiu del Moviment que es va estendre ràpidament. Primerament a Itàlia i després des del 1952 a tot Europa i des del 1959 a altres continents. Les "poblacions petites" van començar a néixer a partir del 1965, amb el naixement del primer a Loppiano, juntament amb congressos internacionals, i l'ús dels mitjans de comunicació contribueixen a la formació de persones que viuen per a l'ideal d'un "món unit". Lubich va fundar el Moviment de Noves Famílies el 1967.
Chiara Lubich va fundar el Moviment Gen com a moviment basat en joves. (Gener de Nova Generació), que anima el tema "Joves per un món unit".
El 1966, Chiara Lubich va cofundar l'escola Our Lady Seat of Wisdom College, Fontem, al Camerun, amb l'ajuda del contemporani cap natiu de Fontem, Fon Fontem Defang. Ella va visitar l'escola el maig del 2000. La tercera generació (Gen 3) del Moviment, els que guien el moviment "Joventut per a la Unitat", va néixer el 1970.

### La vida posterior
El 29 de juny de 1990, el Consell Pontifici per als Laics va decretar el reconeixement de l'Obra de Maria com a Associació Internacional dels Laics.
El 1991, durant un viatge al Brasil, com a resposta a la situació dels que viuen en condicions subhumanes als afores de les metròpolis, Lubich va llançar un nou projecte: l'"Economia de la Comunió en Llibertat". Aquesta es va desenvolupar ràpidament en diversos països que involucraven centenars de negocis, donant lloc a una nova teoria i praxi econòmica.
Al novembre del 2000, Lubich es va reunir amb 5000 cristians i musulmans a Washington, DC En aquesta reunió, el líder de la Societat Americana de Musulmans, l'Imam Warith Deen Mohammed va respondre a la direcció de Chiara, donant una idea de les profunditats d'aquesta comunió: "Vaig llegir a La Bíblia, quan Jesucrist, la pau va ser sobre ell, va convidar els seus seguidors a rentar-se els peus, i crec que això és el que fem. Ens rentem els peus."

### Premis honoraris
El 1977, Lubich va rebre el premi Templeton pel progrés en religió i pau. La presència de molts representants d'altres religions a la cerimònia va provocar l'inici del diàleg interreligiós del Moviment.
El 1996 Lubich va obtenir el títol honorífic de Ciències Socials per la Universitat Catòlica de Lublin a Polònia. El professor Adam Biela va parlar de la "revolució copernicana a les ciències socials, provocada per ella donant vida a un" paradigma d'unitat "que mostra les noves dimensions psicològiques, socials i econòmiques que la societat postcomunista esperava en aquest moment nova i difícil fase de transició".
El 1996, també se li va concedir el Premi UNESCO per a l'educació per la pau, a París, motivat pel fet que, “en una època en què les diferències ètniques i religioses sovint condueixen a conflictes violents, la difusió del Moviment Focolari també ha contribuït a una construcció constructiva. el diàleg entre persones, generacions, classes socials i pobles".
Lubich va ser la primera cristiana, la primera persona laica i la primera dona a ser convidada a comunicar la seva experiència espiritual a un grup de 800 monjos i monges budistes a Tailàndia (gener de 1997), a 3.000 musulmans nord-americans d'origen africà al Malcolm Shabazz Mesquita a Harlem Ciutat de Nova York (maig de 1997), i a la comunitat jueva de Buenos Aires (abril de 1998).
El maig de 1997 va visitar les Nacions Unides, on va fer un discurs sobre la unitat dels pobles. El setembre del 1998, el Consell d'Europa (Estrasburg) va rebre el Premi dels Drets Humans del 1998 per la seva tasca "en defensa dels drets individuals i socials".
Va obtenir títols honorífics en diverses disciplines: de teologia a filosofia, d'economia a ciències humanes i religioses, de ciències socials a comunicacions socials. No només es van lliurar a universitats catòliques, sinó també a universitats seculars de Polònia, Filipines, Taiwan, Estats Units, Mèxic, Brasil i l'Argentina.
Chiara Lubich ha estat homenatjada amb un Doctorat de Divinitat (Honoris Causa) de la Liverpool Hope University. Va agrair la Universitat i va donar les seves esperances de cara al futur: "El meu més sincer agraïment a tots a la Universitat de l'Esperança de Liverpool per aquest doctorat de Divinitat en reconeixement de la tasca del Moviment Focolari en ecumenisme i diàleg interreligiós".

### Mort
Lubich va morir a la seu de Focolare a Rocca di Papa, Itàlia, amb 88 anys, el 14 de març del 2008. El seu funeral es va celebrar a la Basílica romana de Sant Pau, fora dels murs.

### Beatificació
El 2015, set anys després de la mort de Chiara Lubich, la seva causa de beatificació va ser inaugurada formalment per la diòcesi de Frascati, on milers de persones van assistir a l'obertura de la causa de la fundadora del Moviment dels Focolars.

## Llibres escrits
- Essential Writings: Spirituality Dialogue Culture - New City (16 Feb 2007) - ISBN 1-905039-01-8, ISBN 978-1-905039-01-2